# Roków
Roków est une localité polonaise de la gmina et du powiat de Wadowice en voïvodie de Petite-Pologne.